# Kingdom Come
Kingdom Come es una banda de hard rock fundada por el vocalista oriundo de Hamburgo Lenny Wolf. El grupo se formó en 1987 de varios músicos de la Costa del Oeste en los Estados Unidos. Previamente, Wolf cantó para la banda de rock Stone Fury.
El sonido de Kingdom Come era muy similar al de Led Zeppelin, al punto que algunos de los que lo escuchaban por primera vez pensaban que Kingdom Come era la reunión de Zeppelin[cita requerida]. El primer sencillo de la banda, "Get It On", fue un gran hit en las estaciones de radio de los Estados Unidos, e incluso el álbum de debut, "Kingdom Come (álbum)", ganó disco de oro.
Kingdom Come se formó en un inicio por los que posteriormente serían parte de Warrant, Rick Steier y James Kottak. Ellos tocaron en los álbumes Kingdom Come (álbum) e In Your Face.

## Miembros actuales
- Keith St John  -- Voz
- Danny Stag  -- Guitarra
- Rick Steier  -- Guitarra
- Johnny "JB" Frank -- Bajo
- James Kottak(+) -- Batería y percusiones

## Discografía
- Kingdom Come (1988)
- In Your Face (1989)
- Hands of Time (1991)
- Bad Image (1993)
- Twilight Cruiser (1995)
- Live & Unplugged (1996) (live)
- Master Seven (1997)
- Balladesque (1998) (compilation)
- Too (2000)
- Independent (2002)
- Perpetual (2004)
- Ain't Crying for the Moon (2006)
- Magnified (2009)
- Rendered Waters (2011)
- Outlier (2013)